# Powiat Rawski
Der Powiat Rawski ist ein Powiat (Kreis) in der polnischen Woiwodschaft Łódź. Der Powiat hat eine Fläche von 646,6 km², auf der 49.300 Einwohner leben.

## Gemeinden
Der Powiat umfasst sechs Gemeinden, davon eine Stadtgemeinde, eine Stadt-und-Land-Gemeinde und vier Landgemeinden.

### Stadtgemeinde
- Rawa Mazowiecka

### Stadt-und-Land-Gemeinde
- Biała Rawska

### Landgemeinden
- Cielądz
- Rawa Mazowiecka
- Regnów
- Sadkowice